# Holika Dahan

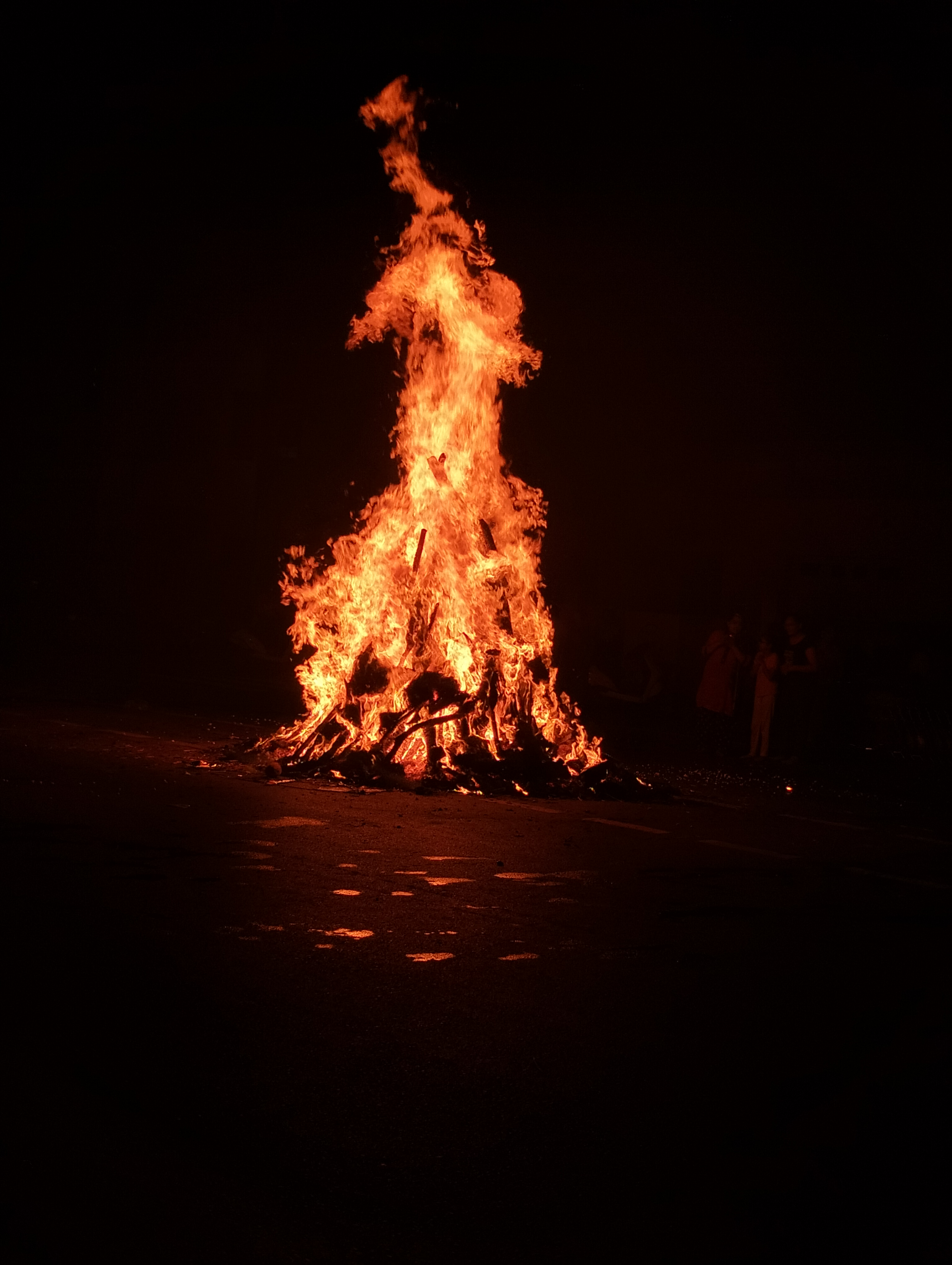
Holika Dahan

Holika Dahan (Sarnami: होलिका दहन, Nederlands: Verbranding van Holika), ook bekend als Choti Holi is een Hindoeïstisch feest waarbij een vreugdevuur wordt aangestoken om de verbranding van Holika te vieren. Dit ritueel staat symbool voor de overwinning van het goede op het kwade.
Het vindt plaats tijdens de laatste dag van de volle maan van de hindoe-maanmaand phalgun. Dit is dan ook de laatste dag van de hindoewintermaand. De dag erop wordt Holi Phagwa gevierd en begint de maand Chaitra. Tijdens het Holkadahan wordt ter ere van God en Godsaspecten lofzang in de vorm van chautal uitgevoerd. 
Holika Dahan, zoals het algemeen wordt genoemd in Indo-Arische talen komt als traditie vooral voor in het Noorden van India, terwijl het in andere delen van Noord-India en Nepal, Sammat Jaarna wordt genoemd. Holika Dahan wordt ook gevierd door hindoes in Suriname en Nederland.
In Zuid-India wordt deze gelegenheid Kama Dahanam genoemd en wordt geassocieerd met de legende van Shiva die Kamadeva tot as verbrandde.